# Kigali Convention Centre

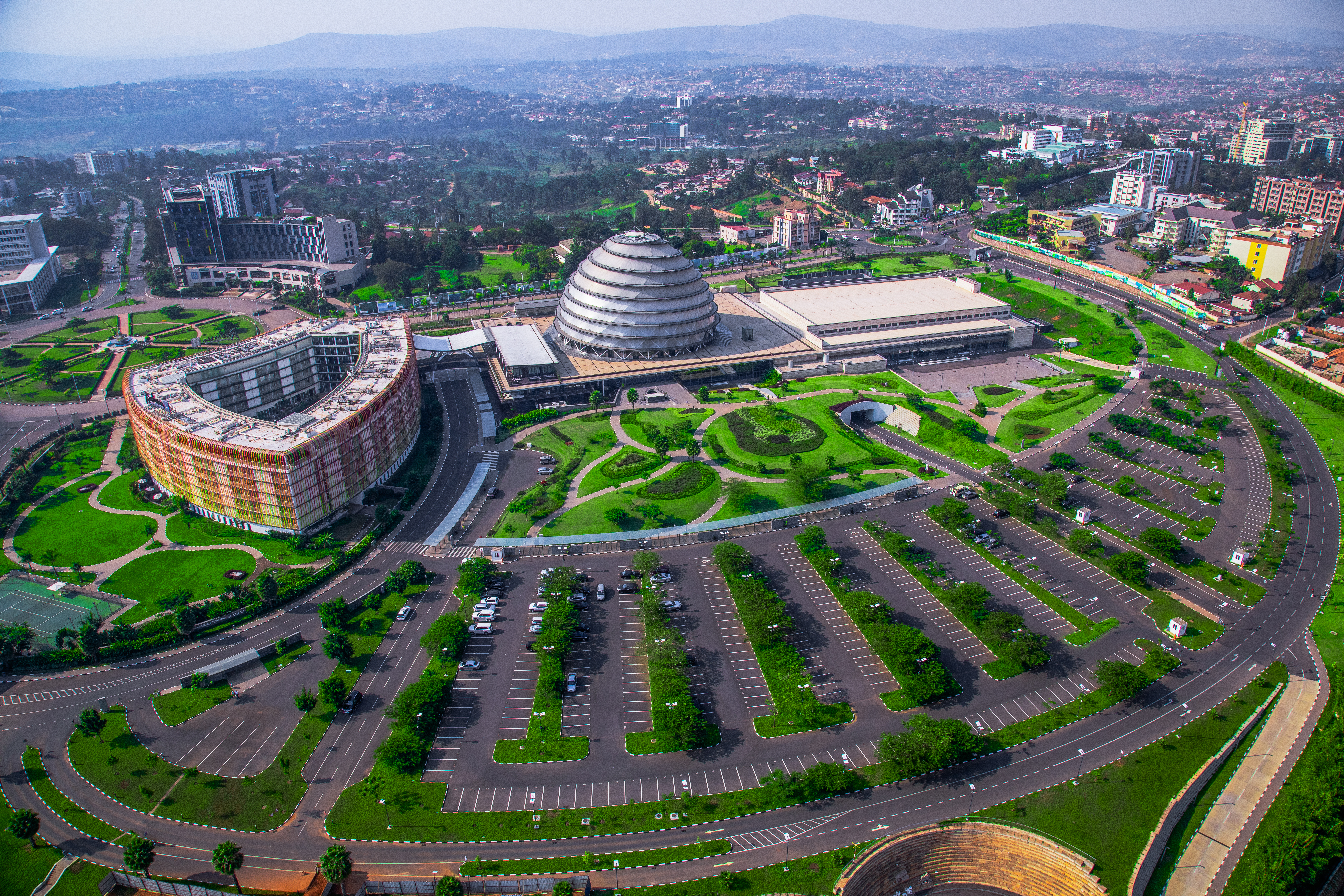
Luftbild des Kongressgeländes (2019)

Das Kigali Convention Centre (KCC) ist ein Kongresszentrum im Sektor Kimihurura des Distrikts Gasabo in der ruandischen Hauptstadt Kigali. Das kuppelförmige Gebäude ist ein Wahrzeichen der Stadt. Mit Baukosten von rund 300 Millionen US-Dollar war es das teuerste Gebäude Afrikas.

## Lage
Das Kongresszentrum befindet sich auf einem Hügel südlich der KN 5 Road und wenige Kilometer westlich des Flughafens Kigali. Der Kigali Convention Complex umfasst neben dem Kongresszentrum das dortige Radisson Blu Fünf-Sterne-Hotel. Am Parkplatz vor dem Kongresszentrum steht seit Dezember 2019 das Anti-Corruption Monument, eine 12 Meter hohe Skulptur des irakischen Künstlers Ahmed Al-Bahrani in Form einer menschlichen Hand. Einige hundert Meter nordöstlich des Geländes befindet sich die Abgeordnetenkammer von Ruanda und das Campaign Against Genocide Museum.

## Beschreibung
Für den Entwurf wurde 2004 der für Siemens tätige deutsche Architekt Roland Dieterle beauftragt. Die auffällige Kuppelform des Gebäudes ist einem traditionellen ruandischen Königspalast nachempfunden, wie er als Nachbau im King’s Palace Museum in Nyanza (siehe Liste von Museen in Ruanda) besichtigt werden kann. Die Kuppel ist transparent und mit LED-Lampen bestückt, die nachts in den Farben Blau, Gelb und Grün der Flagge Ruandas leuchten. Das Kongresszentrum hat eine Grundfläche von 32.200 m² und kann über 5000 Personen beherbergen. Das Auditorium bietet Platz für 2606 Personen. Das gesamte Kongressgelände einschließlich des Hotels umfasst eine Fläche von rund 80.000 m².
Für die Realisierung des Projekts wurde das chinesische Bauunternehmen Beijing Construction Engineering Group (BCEG) beauftragt. Der Bau des Kongresszentrums begann 2009 und die Eröffnung war ursprünglich für das Jahr 2011 geplant, wurde jedoch mehrfach verschoben. Nach Verzögerungen wurde das Projekt an das türkische Bauunternehmen Summa übergeben. Die Eröffnung fand schließlich im Juli 2016 statt. Der Bau des Kongresszentrums kostete insgesamt rund 300 Millionen US-Dollar, was es zu dem Zeitpunkt zum teuersten Gebäude Afrikas machte. Zuvor war dies die Bibliotheca Alexandrina in Ägypten mit Baukosten von rund 220 Millionen US-Dollar.

Beleuchtung in den Farben der Flagge Ruandas
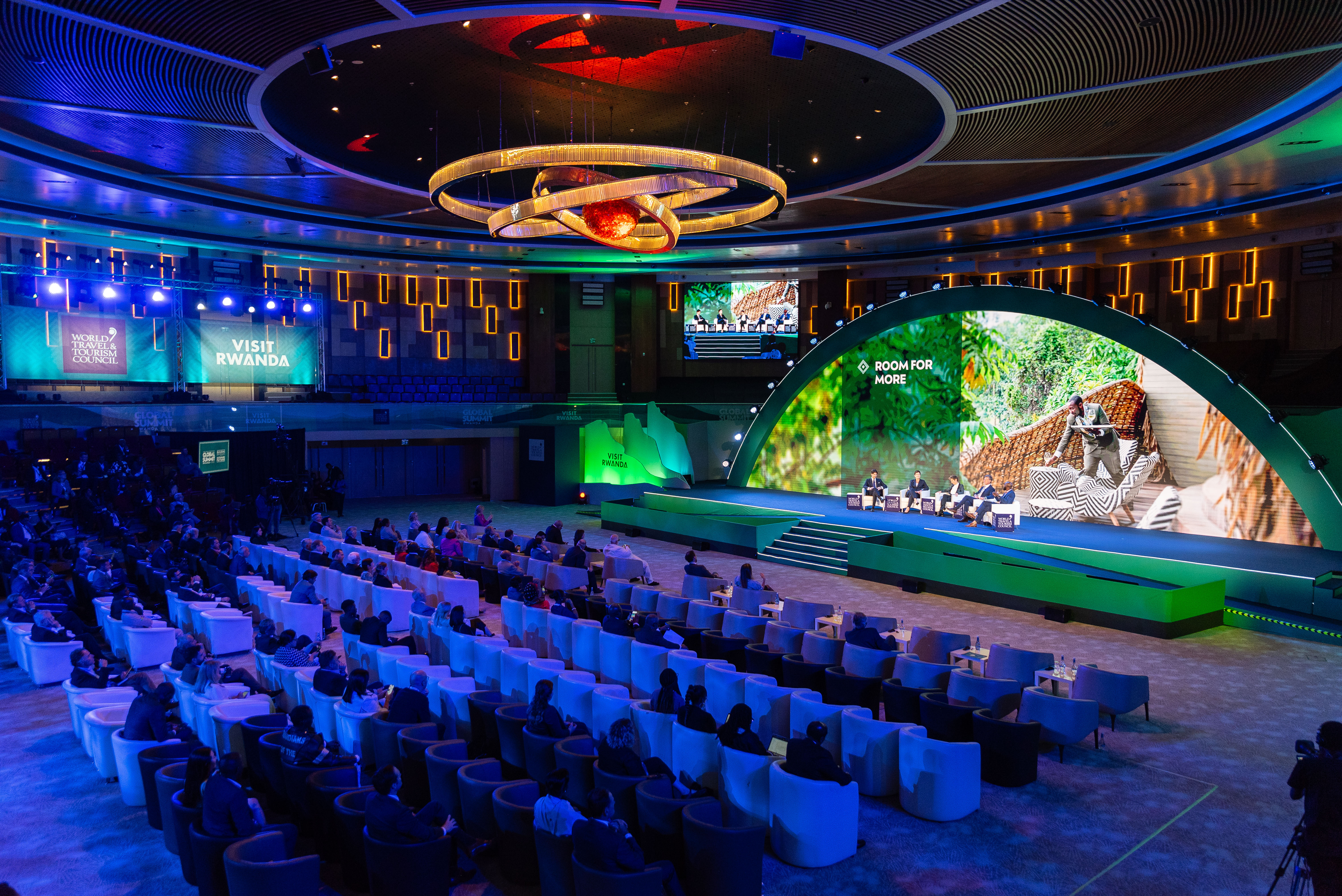
Auditorium bei einem Tourismuskongress
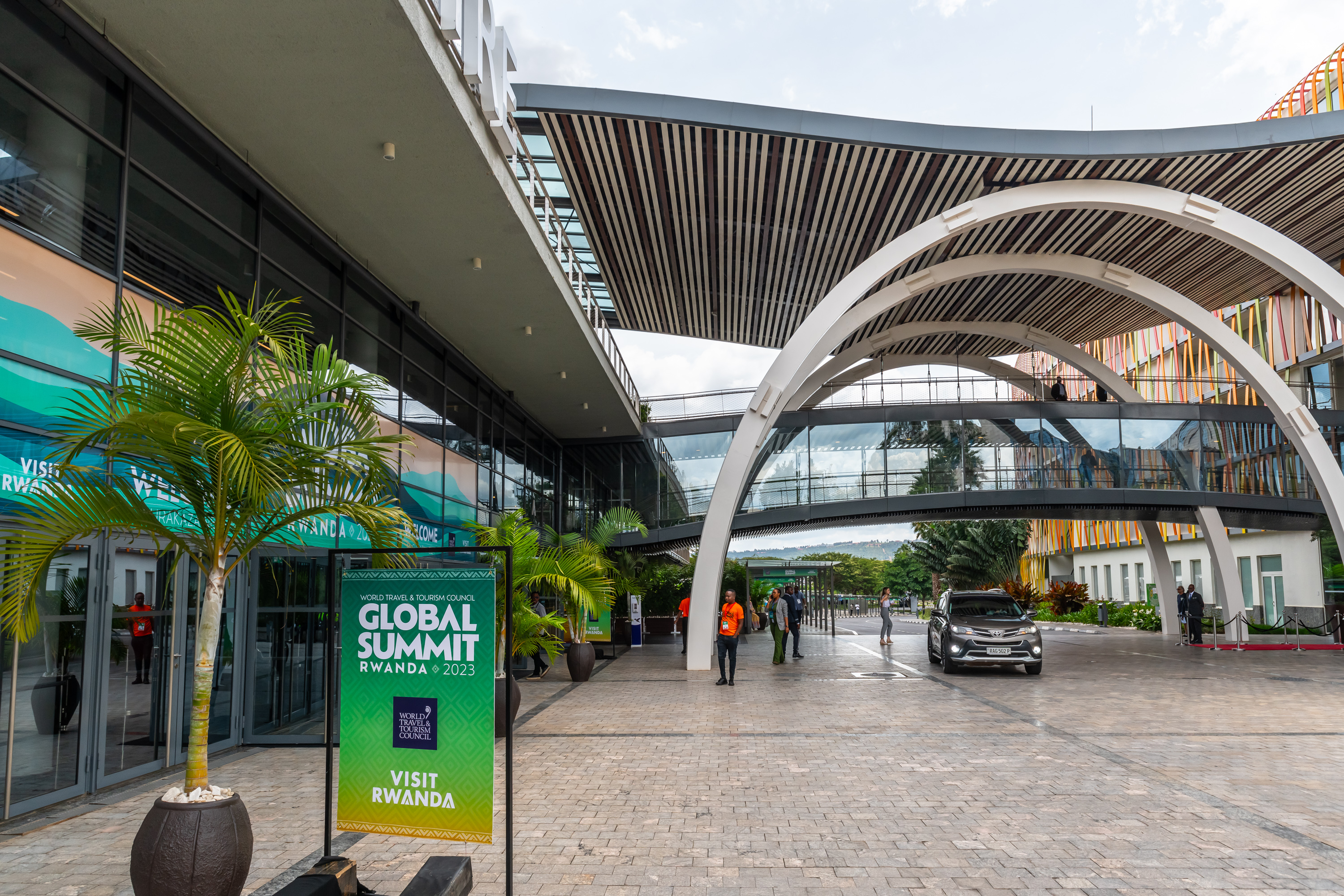
Eingangsbereich

## Trivia
Seit 2024 ist das Kongresszentrum auf der Vorderseite der 5000-Francs-Banknote Ruandas abgebildet.

## Liste von Kongressen (Auswahl)
- Commonwealth Heads of Government Meeting 2022[11]
- African Union Summit am 8. Juli 2016[12]
- World Economic Forum on Africa 2016[13]